# Kiotina chekiangensis
Kiotina chekiangensis är en bäcksländeart som först beskrevs av Wu, C.F. 1938.  Kiotina chekiangensis ingår i släktet Kiotina och familjen jättebäcksländor. Inga underarter finns listade i Catalogue of Life.